# ناحیه کراچی مرکزی
ناحیه کراچی مرکزی (ضلع کراچی وسطی) یکی از تقسیمات اداری بخش کراچی در ایالت سند‌ در پاکستان‌است. این ناحیه در مرکز بخش کراچی واقع شده است.